# Oppdalsskiffer

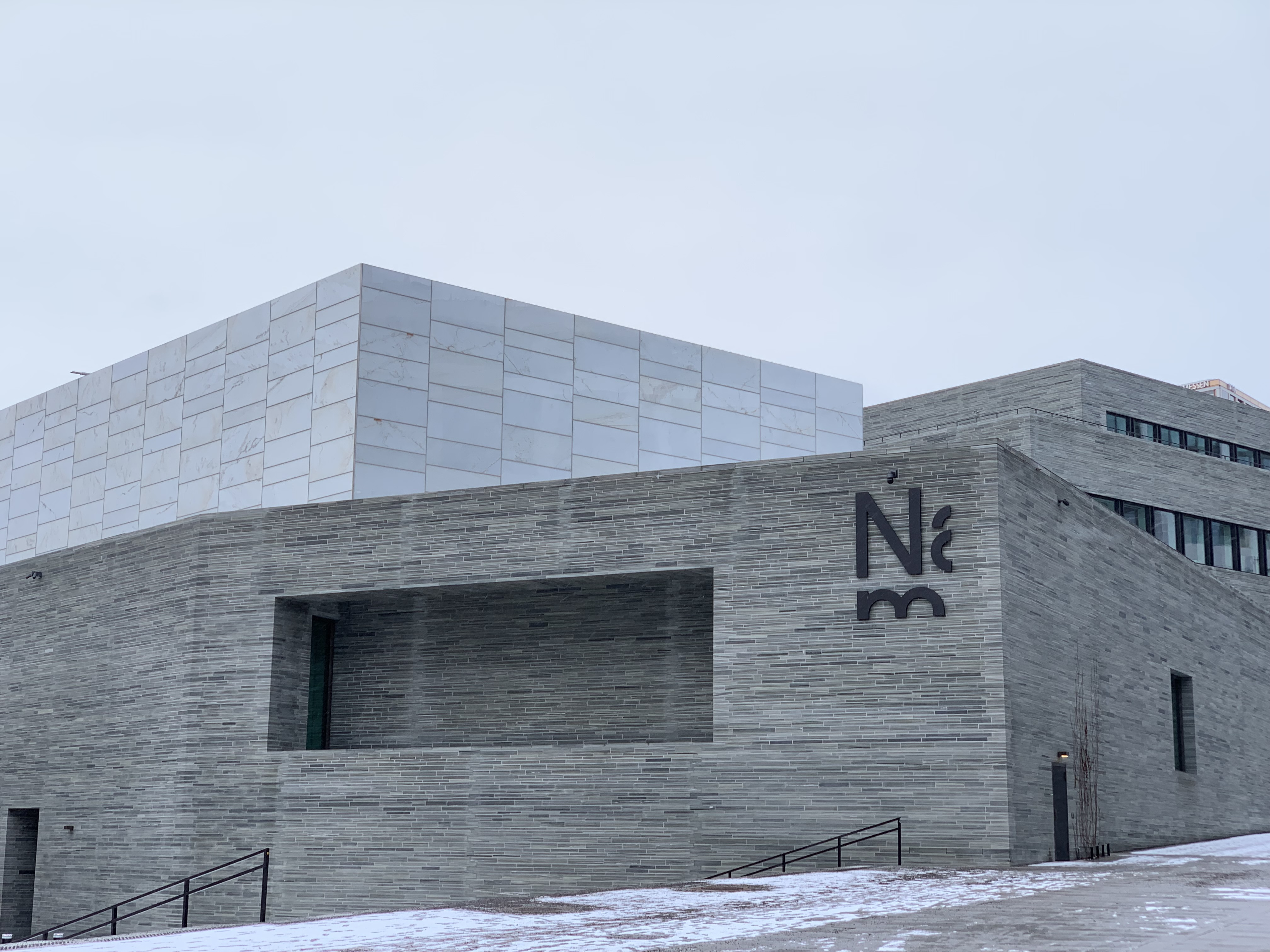
Nasjonalmuseet for kunst, arkitektur og design i Oslo

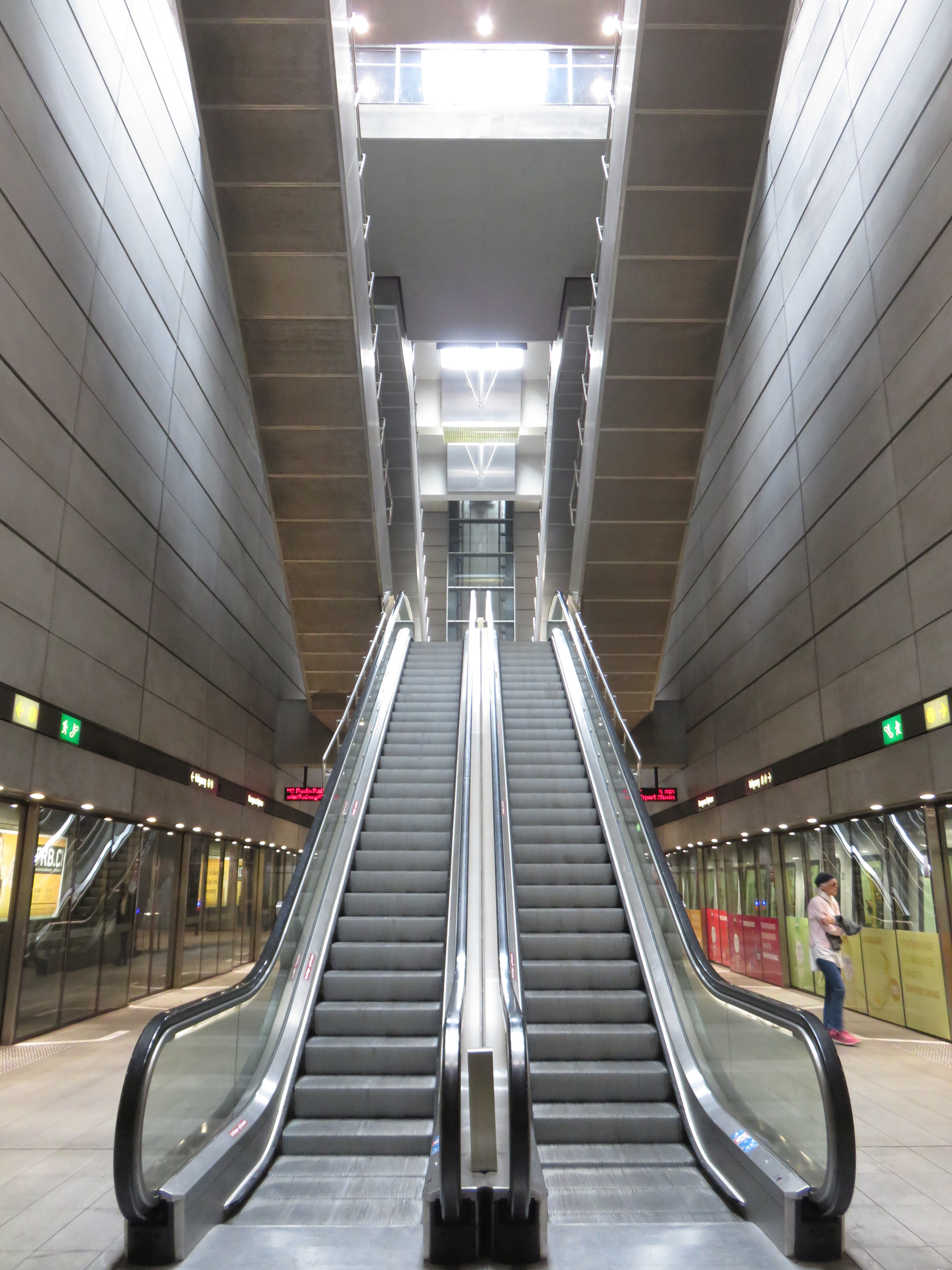
Kongens Nytorv station i Köpenhamn

Oppdalsskiffer är en skiffer, som sedan början av 1900-talet bryts som byggnadssten från Sæterfjellet i södra Trøndelag i Norge. 
Oppdalsskiffer är 750 miljoner år gammal. I och med byggandet av Dovrebanan för 100 år sedan blev skiffern ett centralt levebröd och byggmaterial för lokalt utbildad arbetskraft i byn.

## Byggnader med Oppdalsskiffer i urval
- Skifferväggar i Södra entrén till Helsingborgs centralstation i Helsingborg[1]
- Väggar i borstad skiffer, metrostationen Kongens Nytorv i Köpenhamn[2]
- Väggar i borstad skiffer, metrostationen Frederiksberg i Frederiksberg[2]
- Golv och trappor i foajén på Moesgård Museum, nära Århus[3]
- Segerstedthuset i Uppsala
- Universitetet i Tromsø – Norges arktiska universitet
- Mortensrud kirke i Oslo
- Kontorsbyggnaden Skøyen Atrium i Skøyen i Oslo
- Gamlestadens resecentrum i Göteborg
- Kistefos-Museet i Kistefoss
- Väggar i Nasjonalmuseet for kunst, arkitektur og design i Oslo